# Pour Habit
Pour Habit is een Amerikaanse punkband afkomstig uit Long Beach, Californië. De band werd in 2005 opgericht door Chuck Green en Steve Williams en heeft tot op heden twee studioalbums (Suiticide en Got Your Back) uitgegeven via het label Fat Wreck Chords, het label waar de band sinds 2009 bij speelt. De band heeft plannen voor een derde studioalbum getiteld Fuck It.

## Leden
- Chuck Green - zang
- Matt Hawks - gitaar
- Colin Walsh - drums
- Eric Walsh - gitaar, zang
- Steve Williams - basgitaar

Voormalige leden
- Shaun Nix - gitaar

## Discografie
Studioalbums
- Suiticide (2007)
- Got Your Back (2011)